# Джаково
Джаково (на хърватски: Đakovo) е град в Хърватия. Населението му е 27 745 жители (2011 г.). Площта му е 170 кв. км. Намира се в часова зона UTC+1. Пощенският му код е 31400, а телефонния +385 31.